# Kano (Band)
Die italienische Gruppe Kano wurde ursprünglich 1980 von Luciano Ninzatti, Stefano Pulga und Matteo Bonsanto gegründet und hatte ein paar kleinere Disco-Hits, unter anderem I’m Ready. Als Frontmann wurde der aus der Karibik stammende Glen White angegeben. Ihr Hit It’s a War schrieb 1980 Disco-Geschichte, zumal sich dieser Song gegen den damals für möglich gehaltenen Dritten Weltkrieg richtete. Die Band ebnete mit ihrem keyboardgeprägten Dancefloor-Sound den Weg für die danach einsetzende Italo-Disco-Welle. 1983 gelang ihnen mit Another Life der größte Hit. Nach der Single This Is the Night aus dem Jahr 1985 löste sich die Gruppe auf. Ihr Hit „Another Life“ wurde 2003 von dem Danceprojekt Master Blaster gecovert.

## Diskografie

### Alben
- 1980 – Kano
- 1981 – New York Cake
- 1983 – Another Life
- 1990 – Greatest Hits
- 2021 – No Cents...Go Funky

### Singles
- 1980 – I’m Ready
- 1980 – It’s a War
- 1980 – Now Baby Now
- 1980 – Ahjia
- 1980 – Cosmic Voyager
- 1980 – Baby Not Tonight
- 1981 – Don’t Try to Stop Me
- 1982 – Can’t Hold Back (Your Lovin’)
- 1983 – Another Life
- 1983 – I Need Love
- 1983 – China Star
- 1983 – Ikeya Seki
- 1983 – Queen of Witches
- 1985 – This Is the Night
- 1991 – Another Life (Remix ’91)
- 1999 – Another Life 2000
- 2006 – We Are Ready (überarbeitete Version von I’m Ready)